# Jano Bergeron
Pour les articles homonymes, voir Bergeron.
Jeannine «Jano» Bergeron est née à Chapais, Québec le 3 novembre 1958. Cette chanteuse, comédienne et animatrice est surtout connue sur la scène musicale québécoise avec le succès commercial de la chanson Recherché en 1986.

## Biographie
Jeannine Bergeron naît à Chapais le 24 mars 1958. Elle grandit au sein d'une famille de quatre enfants, et habite au lac Saint-Jean pendant son enfance, puis à Chibougamau au cours de son adolescence.
Elle fut copropriétaire de la boutique Flamme sur le boulevard Saint-Laurent, spécialisée dans le maquillage et le tatouage, boutique qui est maintenant fermée depuis 2003.

### Carrière musicale
Après s'être installée à Montréal, elle parcourt pendant quelques années le circuit des pianos-bars. En 1982, elle remporte le trophée Alys pour ses performances sur scène. Jano Bergeron est alors remarquée par Pierre Dubord, directeur artistique de la maison de disques CBS. Elle enregistre ensuite son premier album (intitulé Jano) en 1985, sur lequel elle signe la plupart des textes.
Elle se produit au Spectrum de Montréal en juillet 1985. La même année, elle interprète un pot-pourri de ses chansons dans le cadre du Gala de l'ADISQ.
Jano Bergeron enregistre un second album (intitulé Féline) qu'elle publie en 1986. Le microsillon est propulsé par l'important succès de son premier extrait, la chanson Recherché. Un spectacle du même nom est présenté au Théâtre Arlequin de Montréal l'année suivante.
Au printemps 1991, elle lance un quatrième album (intitulé Tout passe) dans lequel elle aborde le jazz et le blues. L'album passe malheureusement inaperçu et à la suite de cette déception, Jano Bergeron décide de réorienter sa carrière en abandonnant la scène musicale et en prenant une année sabbatique.
La chanson Recherché est parue sur la compilation Québectronique 80, publiée aux éditions Duchesne et du Rêve en 2005.

## Discographie
- Jano (1985)
- Féline (1986)
- Différente (1988)
- Tout passe (1991)
- Histoire inachevée (1997)

## Comédienne
Elle interprète le rôle de Nico Laliberté dans le téléroman Épopée rock de 1984 à 1990 sur les ondes de Télé-Métropole.

## Animatrice
Jano Bergeron a coanimé l'émission estivale Garden Party aux côtés de Serge Laprade sur les ondes de Télévision Quatre-Saisons en 1989 et 1990, à la suite de la célèbre crise en ondes de l'ancienne animatrice, Michèle Richard. Aujourd'hui, Jano fait de la peinture et s'adonne à l'écriture. Elle a participé aux Journées de la Culture 2006 et 2007, comme peintre.

## Radio
Le 26 septembre 2008, Jano vient se joindre à l'équipe de Planète-Radio 100,3 de Dolbeau-Mistassini, en tant qu'animatrice de l'émission Génération Pop qui est en ondes les après-midis de fin de semaine.